# Kiviniemenlampi
Kiviniemenlampi är en sjö i Finland. Den ligger i kommunen Orivesi i landskapet Birkaland, i den södra delen av landet, 170 km norr om huvudstaden Helsingfors. Kiviniemenlampi ligger 100 meter över havet. Den ligger vid sjöarna Kirkkolahti och Pikkusärkkä. I omgivningarna runt Kiviniemenlampi växer i huvudsak blandskog. Arean är 2,1 hektar och strandlinjen är 0,57 kilometer lång. Sjön  ingår i Kumo älvs huvudavrinningsområde. 